# پاسی یاکونساری
پاسی یاکونساری (فنلاندی: Pasi Jaakonsaari؛ زادهٔ ۲۷ مارس ۱۹۵۹) بازیکن فوتبال اهل فنلاند بود.
از باشگاه‌هایی که در آن بازی کرده‌است می‌توان به باشگاه فوتبال هلسینکی اشاره کرد.
وی همچنین در تیم ملی فوتبال فنلاند بازی کرده‌است.